# Pescarzo (Capo di Ponte)
Pescarzo is een plaats (frazione) in de Italiaanse gemeente Capo di Ponte.